# Аваз туист (кула)
Кулата Аваз туист (на английски: Avaz Twist Tower) е небостъргач с офиси и хотел в Мариин двор (Marijin Dvor) – бизнес района на Сараево, столицата на Босна и Херцеговина.
Тя е символът на следвоенния град, считана за най-високата сграда (172 м) на Балканския полуостров. Ако се вземат предвид и телевизионните кули, то по височина още при нейното завършване е след Русе (204 м) и Копитото (186 м) на Балканите. След възстановяването на Авалската телевизионна кула (204,5 м) недалеч от Белград сараевската кула остава още по-назад.
Общата височина на сградата, заедно с антената, е 172 метра. Изградена е на 41 етажа, партер и сутерен, в който е организиран подземен паркинг. Съоръжена е с 38 асансьора. Панорамен стъклен асансьор се изкачва до кафенето на 35 етаж На голяма височина са разположени панорамна площадка за разглеждане на града и кафе-бар.
Небостъргачът е сред най-интересните в Европа в архитектурно отношение – наподобява фар, а корпусът му е с усукана форма. Това усукване продължава до самия връх, където сградата е пресечена под наклон, хлътва навътре и продължава нагоре с 2 цилиндрични тела с различен диаметър – отдолу е по-широкото, отгоре – по-тясното. Завършва с 30-метрова спирала с шпил на върха. Фасадата е облицована с огледални стъклени панели със син цвят, а като акцент са използвани алуминиеви колони. Първите 2 нива са със закръглена форма, а останалите от основното тяло са шестоъгълни.
Проектът е дело на архитект Фарук Капиджич (Faruk Kapidzic) от архитектурната фирма ADS Group Sarajevo. Строителството започва през 2006 година и завършва през 2009 г.
В сградата се помещават офисите на медийната група Avaz, която заема 41 от етажите. Тя издава някои от най-популярните вестници в страната. В небостъргача има и петзвезден хотел.